# Оранжево-червен паяжинник
Оранжево-червеният паяжинник (Cortinarius orellanus) е вид отровна гъба от род Cortinarius. Гъбата причинява тежки отравяния и е смятана за една от най-опасните гъби.

## Описание
В младо състояние е широкодъговидна, а развита е плоска, често със заоблена гърбица. Гуглата е с диаметър 3-10 cm, при младите екземпляри е оранжева, по-късно е оранжевокафява до червено-кафява. Ръбът в началото е подвид навътре и е сраснал с пънчето чрез паяжовидно, охрено или жълтеникаво покривало, а след това е изправен и целокраен. Кожицата е суха, фино влакнесто люспеста. Месото е жълто до жълто-кафяво и е с неприятна миризма и вкус на ряпа. Пластинките са сраснали с пънчето, дебели, редки и широки. Отначало са охрени на цвят, а след това стават ярко оранжеви до кафяви. Споровият прах е жълто-кафяв. Пънчето има форма на цилиндър, почти равно или леко стеснено в основата, влакнесто, лимоненожълто или златисто на цвят в горната си част, а в основата по-тъмно жълто-кафяво.

## Месторастене
Гъбата расте в широколистни гори, най-често под дъб и бук, от август до октомври.

## Отровност
Смъртоносно отровна гъба. Съдържа отровното вещество ореланин, което сериозно може да увреди бъбреците. При по-тежко отравяне може да се стигне до смърт, предизвикана от бъбречна недостатъчност – уремия.